# Historiografia de la Senyera Reial
La historiografia de la Senyera Reial és l'estudi bibliogràfic i crític dels escrits sobre la història de la Senyera Reial. En aquest camp s'han destacat eminents heraldistes com Armand de Fluvià i Escorsa o Alberto Montaner Frutos preocupats a analitzar quina interpretació s'ha fet en cada moment històric sobre la Senyera Reial.

## La historiografia medieval i doctrina heràldica del rei Pere el Cerimoniós
En cap dels cronicons i dels annals medievals apareix cap esment a senyal dels Quatre pals anterior a Ramon Berenguer IV. Des de les Genealogies de Roda d'Isàvena (980-990) i el Cronicó Rivipullense I que anota els fets des del 985 al 1191, passant pel Cronicó Dertusense II redactat des del 1097 fins al 1210, i Cronicó de Sant Cugat, fins a arribar al Chronicon Barcinonenses IV redactat fins al 1452 i que anota els fets des del 714 al 1405 no es diu res sobre el Senyal dels Quatre Pals. Tampoc en el Cronicó de Sant Feliu de Guíxols redactat a finals del segle xiv i que anota els fets des del 980 al 1312, o en les èpiques Gesta Comitum Barchinonensium, Liber Maiolichinus, De captione Almerie et Tortuose i tants d'altres, s'esmenta el Senyal Reial anterior a Ramon Berenguer IV. Malgrat que el citen diverses vegades i apareixen ja algunes de les llegendes relacionades amb el senyal dels Quatre Pals, caldrà esperar a les Cròniques dels reis d'Aragó e comtes de Barcelona perquè es reculli la primera versió historiogràfica sobre l'origen del senyal.

### Historiografia de l'edat moderna
Els historiadors de l'edat moderna i gran part de l'edat contemporània, tant aragonesos, com valencians, com catalans, es limitaran a repetir l'origen barceloní de la Senyera Reial, afegint-hi però, les seves pròpies teories, versions i llegendes sobre com i quan els comtes de Barcelona adoptaren aquest senyal heràldic.
|  |  |  |  |  |  |  |  |  |  |                                                    |                                                    |                                                    |                                                    |                                                    |                                                    |              |              |              |              |                             |                             |                             |                             |                             |                             | Garcia Ximénez de Sobrarbe |                           |                                             |                                             |                                             |                                             |                                             |                                             |                |                |                                       |                                       |                                       |                                       |                                       |                                       |                     |                     |                |                |                |                |  |  |                |                |                |                |                |                |  |  |                     |                     |                     |                     |                     |                     |
|  |  |  |  |  |  |  |  |  |  |                                                    |                                                    |                                                    |                                                    |                                                    |                                                    |              |              |              |              |                             |                             |                             |                             |                             |                             | Arbre de Sobrarbe          |                           |                                             |                                             |                                             |                                             |                                             |                                             |                |                |                                       |                                       |                                       |                                       |                                       |                                       |                     |                     |                |                |                |                |  |  |                |                |                |                |                |                |  |  |                     |                     |                     |                     |                     |                     |
|  |  |  |  |  |  |  |  |  |  |                                                    |                                                    |                                                    |                                                    |                                                    |                                                    |              |              |              |              |                             |                             |                             |                             |                             |                             |                            |                           |                                             |                                             |                                             |                                             |                                             |                                             |                |                |                                       |                                       |                                       |                                       |                                       |                                       |                     |                     |                |                |                |                |  |  |                |                |                |                |                |                |  |  |                     |                     |                     |                     |                     |                     |
|  |  |  |  |  |  |  |  |  |  | Guifré I de Barcelona (el Pilós)                   | Guifré I de Barcelona (el Pilós)                   | Guifré I de Barcelona (el Pilós)                   | Guifré I de Barcelona (el Pilós)                   | Guifré I de Barcelona (el Pilós)                   | Guifré I de Barcelona (el Pilós)                   |              |              |              |              |                             |                             |                             |                             |                             |                             | Íñigo Arista de Pamplona   | Íñigo Arista de Pamplona  | Íñigo Arista de Pamplona                    | Íñigo Arista de Pamplona                    | Íñigo Arista de Pamplona                    | Íñigo Arista de Pamplona                    |                                             |                                             |                |                |                                       |                                       |                                       |                                       |                                       |                                       |                     |                     |                |                |                |                |  |  |                |                |                |                |                |                |  |  |                     |                     |                     |                     |                     |                     |
|  |  |  |  |  |  |  |  |  |  | Guifré I de Barcelona (el Pilós)                   | Guifré I de Barcelona (el Pilós)                   | Guifré I de Barcelona (el Pilós)                   | Guifré I de Barcelona (el Pilós)                   | Guifré I de Barcelona (el Pilós)                   | Guifré I de Barcelona (el Pilós)                   | Senyal Reial | Senyal Reial | Senyal Reial | Senyal Reial | Senyal Reial                | Senyal Reial                |                             |                             |                             |                             | Íñigo Arista de Pamplona   | Íñigo Arista de Pamplona  | Íñigo Arista de Pamplona                    | Íñigo Arista de Pamplona                    | Íñigo Arista de Pamplona                    | Íñigo Arista de Pamplona                    |                                             |                                             |                |                |                                       |                                       | Creu d'Ènnec Aritza                   | Creu d'Ènnec Aritza                   | Creu d'Ènnec Aritza                   | Creu d'Ènnec Aritza                   | Creu d'Ènnec Aritza | Creu d'Ènnec Aritza |                |                |                |                |  |  |                |                |                |                |                |                |  |  |                     |                     |                     |                     |                     |                     |
|  |  |  |  |  |  |  |  |  |  |                                                    |                                                    |                                                    |                                                    |                                                    |                                                    | Senyal Reial | Senyal Reial | Senyal Reial | Senyal Reial | Senyal Reial                | Senyal Reial                |                             |                             |                             |                             |                            |                           |                                             |                                             |                                             |                                             |                                             |                                             |                |                |                                       |                                       | Creu d'Ènnec Aritza                   | Creu d'Ènnec Aritza                   | Creu d'Ènnec Aritza                   | Creu d'Ènnec Aritza                   | Creu d'Ènnec Aritza | Creu d'Ènnec Aritza |                |                |                |                |  |  |                |                |                |                |                |                |  |  |                     |                     |                     |                     |                     |                     |
|  |  |  |  |  |  |  |  |  |  | Ramon Berenguer I de Barcelona (el Vell)           | Ramon Berenguer I de Barcelona (el Vell)           | Ramon Berenguer I de Barcelona (el Vell)           | Ramon Berenguer I de Barcelona (el Vell)           | Ramon Berenguer I de Barcelona (el Vell)           | Ramon Berenguer I de Barcelona (el Vell)           |              |              |              |              |                             |                             |                             |                             |                             |                             | Ramir Sanxes d'Aragó       | Ramir Sanxes d'Aragó      | Ramir Sanxes d'Aragó                        | Ramir Sanxes d'Aragó                        | Ramir Sanxes d'Aragó                        | Ramir Sanxes d'Aragó                        |                                             |                                             |                |                |                                       |                                       |                                       |                                       |                                       |                                       |                     |                     |                |                |                |                |  |  |                |                |                |                |                |                |  |  |                     |                     |                     |                     |                     |                     |
|  |  |  |  |  |  |  |  |  |  | Ramon Berenguer I de Barcelona (el Vell)           | Ramon Berenguer I de Barcelona (el Vell)           | Ramon Berenguer I de Barcelona (el Vell)           | Ramon Berenguer I de Barcelona (el Vell)           | Ramon Berenguer I de Barcelona (el Vell)           | Ramon Berenguer I de Barcelona (el Vell)           | Senyal Reial | Senyal Reial | Senyal Reial | Senyal Reial | Senyal Reial                | Senyal Reial                |                             |                             |                             |                             | Ramir Sanxes d'Aragó       | Ramir Sanxes d'Aragó      | Ramir Sanxes d'Aragó                        | Ramir Sanxes d'Aragó                        | Ramir Sanxes d'Aragó                        | Ramir Sanxes d'Aragó                        |                                             |                                             |                |                |                                       |                                       | Creu d'Ènnec Aritza                   | Creu d'Ènnec Aritza                   | Creu d'Ènnec Aritza                   | Creu d'Ènnec Aritza                   | Creu d'Ènnec Aritza | Creu d'Ènnec Aritza |                |                |                |                |  |  |                |                |                |                |                |                |  |  |                     |                     |                     |                     |                     |                     |
|  |  |  |  |  |  |  |  |  |  |                                                    |                                                    |                                                    |                                                    |                                                    |                                                    | Senyal Reial | Senyal Reial | Senyal Reial | Senyal Reial | Senyal Reial                | Senyal Reial                |                             |                             |                             |                             |                            |                           |                                             |                                             |                                             |                                             |                                             |                                             |                |                |                                       |                                       | Creu d'Ènnec Aritza                   | Creu d'Ènnec Aritza                   | Creu d'Ènnec Aritza                   | Creu d'Ènnec Aritza                   | Creu d'Ènnec Aritza | Creu d'Ènnec Aritza |                |                |                |                |  |  |                |                |                |                |                |                |  |  |                     |                     |                     |                     |                     |                     |
|  |  |  |  |  |  |  |  |  |  | Ramon Berenguer II de Barcelona (el Cap d'Estopes) | Ramon Berenguer II de Barcelona (el Cap d'Estopes) | Ramon Berenguer II de Barcelona (el Cap d'Estopes) | Ramon Berenguer II de Barcelona (el Cap d'Estopes) | Ramon Berenguer II de Barcelona (el Cap d'Estopes) | Ramon Berenguer II de Barcelona (el Cap d'Estopes) |              |              |              |              |                             |                             |                             |                             |                             |                             | Sanç I d'Aragó i Pamplona  | Sanç I d'Aragó i Pamplona | Sanç I d'Aragó i Pamplona                   | Sanç I d'Aragó i Pamplona                   | Sanç I d'Aragó i Pamplona                   | Sanç I d'Aragó i Pamplona                   |                                             |                                             |                |                |                                       |                                       |                                       |                                       |                                       |                                       |                     |                     |                |                |                |                |  |  |                |                |                |                |                |                |  |  |                     |                     |                     |                     |                     |                     |
|  |  |  |  |  |  |  |  |  |  | Ramon Berenguer II de Barcelona (el Cap d'Estopes) | Ramon Berenguer II de Barcelona (el Cap d'Estopes) | Ramon Berenguer II de Barcelona (el Cap d'Estopes) | Ramon Berenguer II de Barcelona (el Cap d'Estopes) | Ramon Berenguer II de Barcelona (el Cap d'Estopes) | Ramon Berenguer II de Barcelona (el Cap d'Estopes) | Senyal Reial | Senyal Reial | Senyal Reial | Senyal Reial | Senyal Reial                | Senyal Reial                |                             |                             |                             |                             | Sanç I d'Aragó i Pamplona  | Sanç I d'Aragó i Pamplona | Sanç I d'Aragó i Pamplona                   | Sanç I d'Aragó i Pamplona                   | Sanç I d'Aragó i Pamplona                   | Sanç I d'Aragó i Pamplona                   |                                             |                                             |                |                |                                       |                                       | Creu d'Ènnec Aritza                   | Creu d'Ènnec Aritza                   | Creu d'Ènnec Aritza                   | Creu d'Ènnec Aritza                   | Creu d'Ènnec Aritza | Creu d'Ènnec Aritza |                |                |                |                |  |  |                |                |                |                |                |                |  |  |                     |                     |                     |                     |                     |                     |
|  |  |  |  |  |  |  |  |  |  |                                                    |                                                    |                                                    |                                                    |                                                    |                                                    | Senyal Reial | Senyal Reial | Senyal Reial | Senyal Reial | Senyal Reial                | Senyal Reial                |                             |                             |                             |                             |                            |                           |                                             |                                             |                                             |                                             |                                             |                                             |                |                |                                       |                                       | Creu d'Ènnec Aritza                   | Creu d'Ènnec Aritza                   | Creu d'Ènnec Aritza                   | Creu d'Ènnec Aritza                   | Creu d'Ènnec Aritza | Creu d'Ènnec Aritza |                |                |                |                |  |  |                |                |                |                |                |                |  |  |                     |                     |                     |                     |                     |                     |
|  |  |  |  |  |  |  |  |  |  |                                                    |                                                    |                                                    |                                                    |                                                    |                                                    |              |              |              |              |                             |                             |                             |                             |                             |                             |                            |                           |                                             |                                             |                                             |                                             |                                             |                                             |                |                |                                       |                                       |                                       |                                       |                                       |                                       |                     |                     |                |                |                |                |  |  |                |                |                |                |                |                |  |  |                     |                     |                     |                     |                     |                     |
|  |  |  |  |  |  |  |  |  |  | Ramon Berenguer III de Barcelona (el Gran)         | Ramon Berenguer III de Barcelona (el Gran)         | Ramon Berenguer III de Barcelona (el Gran)         | Ramon Berenguer III de Barcelona (el Gran)         | Ramon Berenguer III de Barcelona (el Gran)         | Ramon Berenguer III de Barcelona (el Gran)         |              |              |              |              | Ramir II d'Aragó (el Monjo) | Ramir II d'Aragó (el Monjo) | Ramir II d'Aragó (el Monjo) | Ramir II d'Aragó (el Monjo) | Ramir II d'Aragó (el Monjo) | Ramir II d'Aragó (el Monjo) |                            |                           | Alfons I d'Aragó i Pamplona (el Batallador) | Alfons I d'Aragó i Pamplona (el Batallador) | Alfons I d'Aragó i Pamplona (el Batallador) | Alfons I d'Aragó i Pamplona (el Batallador) | Alfons I d'Aragó i Pamplona (el Batallador) | Alfons I d'Aragó i Pamplona (el Batallador) |                |                | Pere I d'Aragó i Pamplona (el d'Osca) | Pere I d'Aragó i Pamplona (el d'Osca) | Pere I d'Aragó i Pamplona (el d'Osca) | Pere I d'Aragó i Pamplona (el d'Osca) | Pere I d'Aragó i Pamplona (el d'Osca) | Pere I d'Aragó i Pamplona (el d'Osca) |                     |                     |                |                |                |                |  |  |                |                |                |                |                |                |  |  |                     |                     |                     |                     |                     |                     |
|  |  |  |  |  |  |  |  |  |  | Ramon Berenguer III de Barcelona (el Gran)         | Ramon Berenguer III de Barcelona (el Gran)         | Ramon Berenguer III de Barcelona (el Gran)         | Ramon Berenguer III de Barcelona (el Gran)         | Ramon Berenguer III de Barcelona (el Gran)         | Ramon Berenguer III de Barcelona (el Gran)         | Senyal Reial | Senyal Reial | Senyal Reial | Senyal Reial | Senyal Reial                | Senyal Reial                | Ramir II d'Aragó (el Monjo) | Ramir II d'Aragó (el Monjo) | Ramir II d'Aragó (el Monjo) | Ramir II d'Aragó (el Monjo) |                            |                           | Alfons I d'Aragó i Pamplona (el Batallador) | Alfons I d'Aragó i Pamplona (el Batallador) | Alfons I d'Aragó i Pamplona (el Batallador) | Alfons I d'Aragó i Pamplona (el Batallador) | Alfons I d'Aragó i Pamplona (el Batallador) | Alfons I d'Aragó i Pamplona (el Batallador) |                |                | Pere I d'Aragó i Pamplona (el d'Osca) | Pere I d'Aragó i Pamplona (el d'Osca) | Pere I d'Aragó i Pamplona (el d'Osca) | Pere I d'Aragó i Pamplona (el d'Osca) | Pere I d'Aragó i Pamplona (el d'Osca) | Pere I d'Aragó i Pamplona (el d'Osca) | Creu d'Alcoraz      | Creu d'Alcoraz      | Creu d'Alcoraz | Creu d'Alcoraz | Creu d'Alcoraz | Creu d'Alcoraz |  |  | Creu d'Alcoraz | Creu d'Alcoraz | Creu d'Alcoraz | Creu d'Alcoraz | Creu d'Alcoraz | Creu d'Alcoraz |  |  | Creu d'Ènnec Aritza | Creu d'Ènnec Aritza | Creu d'Ènnec Aritza | Creu d'Ènnec Aritza | Creu d'Ènnec Aritza | Creu d'Ènnec Aritza |
|  |  |  |  |  |  |  |  |  |  |                                                    |                                                    |                                                    |                                                    |                                                    |                                                    | Senyal Reial | Senyal Reial | Senyal Reial | Senyal Reial | Senyal Reial                | Senyal Reial                |                             |                             |                             |                             |                            |                           |                                             |                                             |                                             |                                             |                                             |                                             |                |                |                                       |                                       |                                       |                                       |                                       |                                       | Creu d'Alcoraz      | Creu d'Alcoraz      | Creu d'Alcoraz | Creu d'Alcoraz | Creu d'Alcoraz | Creu d'Alcoraz |  |  | Creu d'Alcoraz | Creu d'Alcoraz | Creu d'Alcoraz | Creu d'Alcoraz | Creu d'Alcoraz | Creu d'Alcoraz |  |  | Creu d'Ènnec Aritza | Creu d'Ènnec Aritza | Creu d'Ènnec Aritza | Creu d'Ènnec Aritza | Creu d'Ènnec Aritza | Creu d'Ènnec Aritza |
|  |  |  |  |  |  |  |  |  |  | Ramon Berenguer IV de Barcelona (el Sant)          | Ramon Berenguer IV de Barcelona (el Sant)          | Ramon Berenguer IV de Barcelona (el Sant)          | Ramon Berenguer IV de Barcelona (el Sant)          | Ramon Berenguer IV de Barcelona (el Sant)          | Ramon Berenguer IV de Barcelona (el Sant)          |              |              |              |              | Peronella I d'Aragó         | Peronella I d'Aragó         | Peronella I d'Aragó         | Peronella I d'Aragó         | Peronella I d'Aragó         | Peronella I d'Aragó         |                            |                           |                                             |                                             |                                             |                                             |                                             |                                             |                |                |                                       |                                       |                                       |                                       |                                       |                                       |                     |                     |                |                |                |                |  |  |                |                |                |                |                |                |  |  |                     |                     |                     |                     |                     |                     |
|  |  |  |  |  |  |  |  |  |  | Ramon Berenguer IV de Barcelona (el Sant)          | Ramon Berenguer IV de Barcelona (el Sant)          | Ramon Berenguer IV de Barcelona (el Sant)          | Ramon Berenguer IV de Barcelona (el Sant)          | Ramon Berenguer IV de Barcelona (el Sant)          | Ramon Berenguer IV de Barcelona (el Sant)          | Senyal Reial | Senyal Reial | Senyal Reial | Senyal Reial | Senyal Reial                | Senyal Reial                | Peronella I d'Aragó         | Peronella I d'Aragó         | Peronella I d'Aragó         | Peronella I d'Aragó         |                            |                           |                                             |                                             | Creu d'Alcoraz                              | Creu d'Alcoraz                              | Creu d'Alcoraz                              | Creu d'Alcoraz                              | Creu d'Alcoraz | Creu d'Alcoraz |                                       |                                       |                                       |                                       |                                       |                                       |                     |                     |                |                |                |                |  |  |                |                |                |                |                |                |  |  |                     |                     |                     |                     |                     |                     |
|  |  |  |  |  |  |  |  |  |  |                                                    |                                                    |                                                    |                                                    |                                                    |                                                    | Senyal Reial | Senyal Reial | Senyal Reial | Senyal Reial | Senyal Reial                | Senyal Reial                |                             |                             |                             |                             |                            |                           |                                             |                                             | Creu d'Alcoraz                              | Creu d'Alcoraz                              | Creu d'Alcoraz                              | Creu d'Alcoraz                              | Creu d'Alcoraz | Creu d'Alcoraz |                                       |                                       |                                       |                                       |                                       |                                       |                     |                     |                |                |                |                |  |  |                |                |                |                |                |                |  |  |                     |                     |                     |                     |                     |                     |
|  |  |  |  |  |  |  |  |  |  |                                                    |                                                    |                                                    |                                                    |                                                    |                                                    |              |              |              |              |                             |                             |                             |                             |                             |                             |                            |                           |                                             |                                             |                                             |                                             |                                             |                                             |                |                |                                       |                                       |                                       |                                       |                                       |                                       |                     |                     |                |                |                |                |  |  |                |                |                |                |                |                |  |  |                     |                     |                     |                     |                     |                     |
|  |  |  |  |  |  |  |  |  |  |                                                    |                                                    |                                                    |                                                    | Alfons II d'Aragó (el Cast)                        |                                                    |              |              |              |              |                             |                             |                             |                             |                             |                             |                            |                           |                                             |                                             |                                             |                                             |                                             |                                             |                |                |                                       |                                       |                                       |                                       |                                       |                                       |                     |                     |                |                |                |                |  |  |                |                |                |                |                |                |  |  |                     |                     |                     |                     |                     |                     |
|  |  |  |  |  |  |  |  |  |  |                                                    |                                                    |                                                    |                                                    | Senyal Reial                                       |                                                    |              |              |              |              |                             |                             |                             |                             |                             |                             |                            |                           |                                             |                                             |                                             |                                             |                                             |                                             |                |                |                                       |                                       |                                       |                                       |                                       |                                       |                     |                     |                |                |                |                |  |  |                |                |                |                |                |                |  |  |                     |                     |                     |                     |                     |                     |